# ハロルド・ギルマン
ハロルド・ギルマン（Harold John Wilde Gilman、1876年2月11日 - 1919年2月12日）はイギリスの画家である。人物画や室内画、風景画を描いた。「ポスト印象派」のスタイルに近づいたイギリスの画家であった。1910年代にウォルター・シッカートを中心として何度か展覧会を開いた美術家のグループの「カムデン・タウン・グループ」の創立メンバーの一人である。

## 生涯
サマセットのロード(Rode)で生まれた。1896年からヘイスティングスの美術学校(Hastings School of Art)で学び、1897年から1901年まで、ロンドン大学のスレード美術学校で学んだ。1904年にはスペインに旅し、1年間ほど滞在し、17世紀の画家、ディエゴ・ベラスケスの作品を研究した。この頃ロンドンのカムデン・タウンで活動するウォルター・シッカートと親しくなり、シッカートらと美術家のグループを結成した。、1911年に結成され何度かグループ展を開いた「カムデン・タウン・グループ」は注目される存在であった。スレード美術学校で共に学んだスペンサー・フレデリック・ゴア(1878-1914)とは、常に芸術活動を共にした。
1910年にロンドンのGrafton Galleriesで開かれた、ポスト印象派を紹介する展覧会に刺激を受け、チャールズ・ジナーとパリへ旅した。ゴッホ、ゴーギャン、シニャックの作品の影響を受け、それまでのシッカートのスタイルから離れた。スペンサー・ゴアとポスト印象派のスタイルの作品の共同展を開いた。
1919年にスペインかぜの流行の犠牲となった。43歳だった。

## 作品

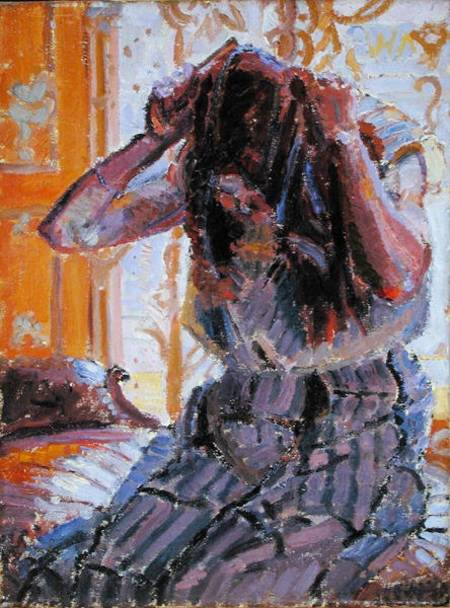
髪を結う少女
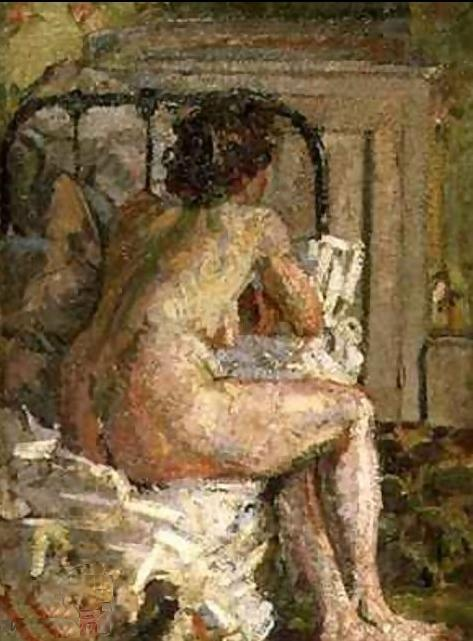
Nude on a Bed (1914)
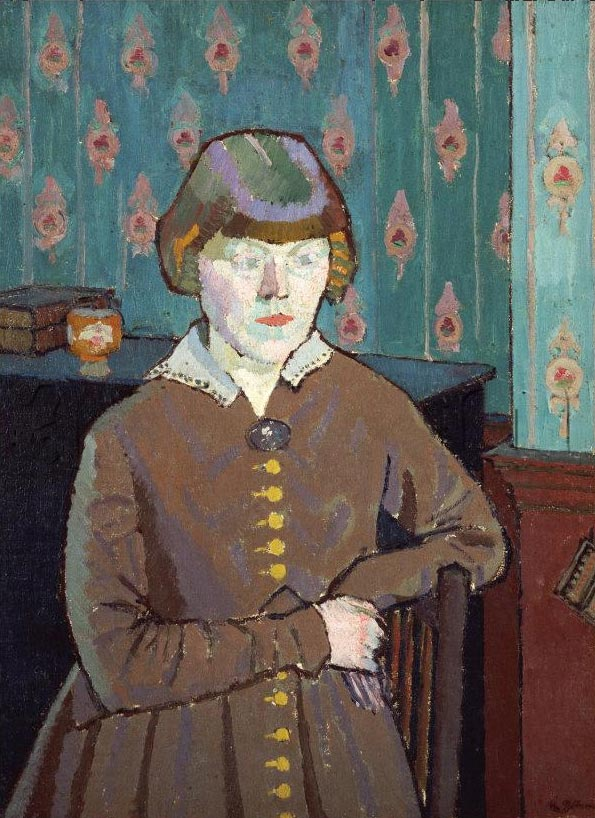
Miss Ruth Doggett (c.1915)
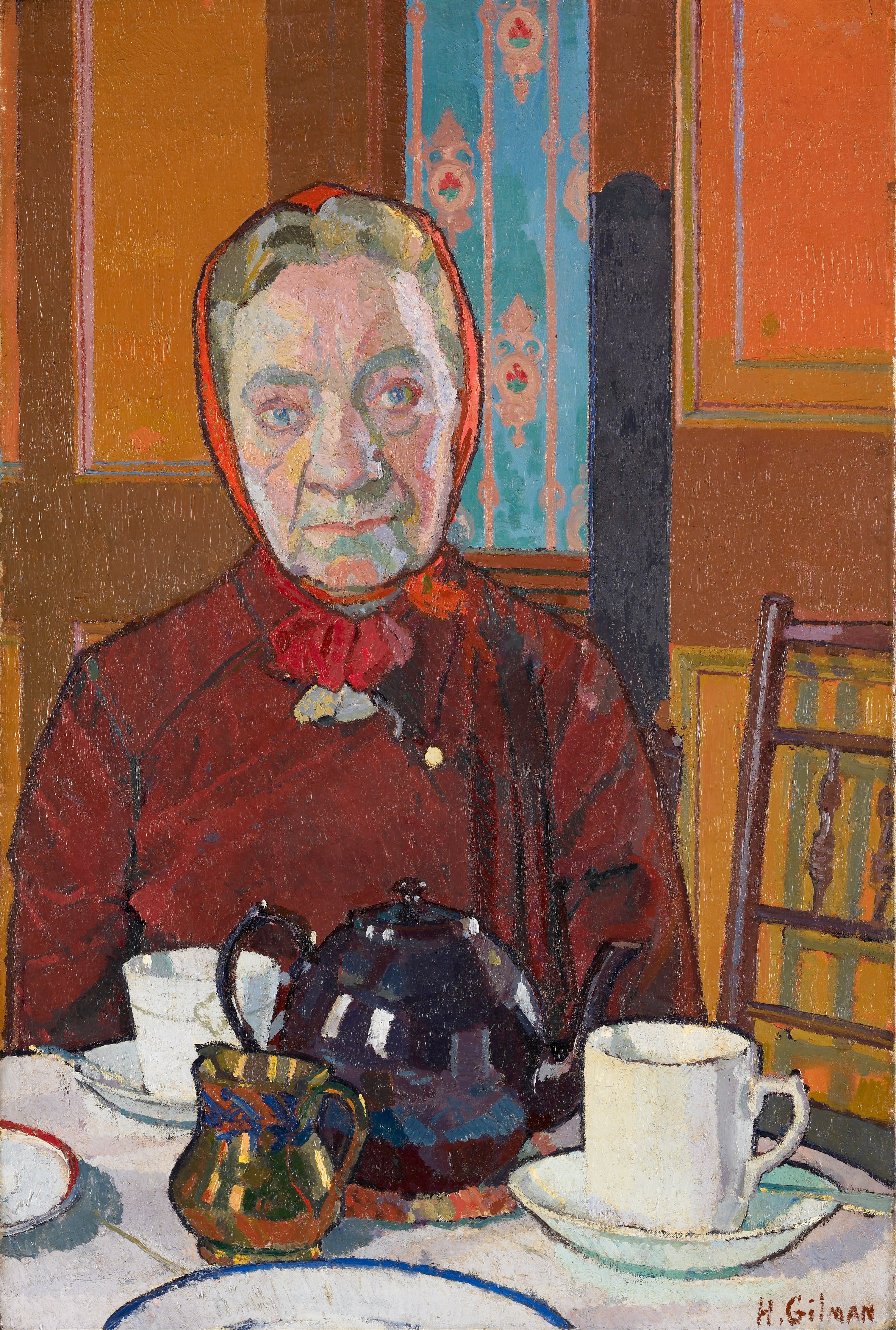
Mrs Mounter (1916)

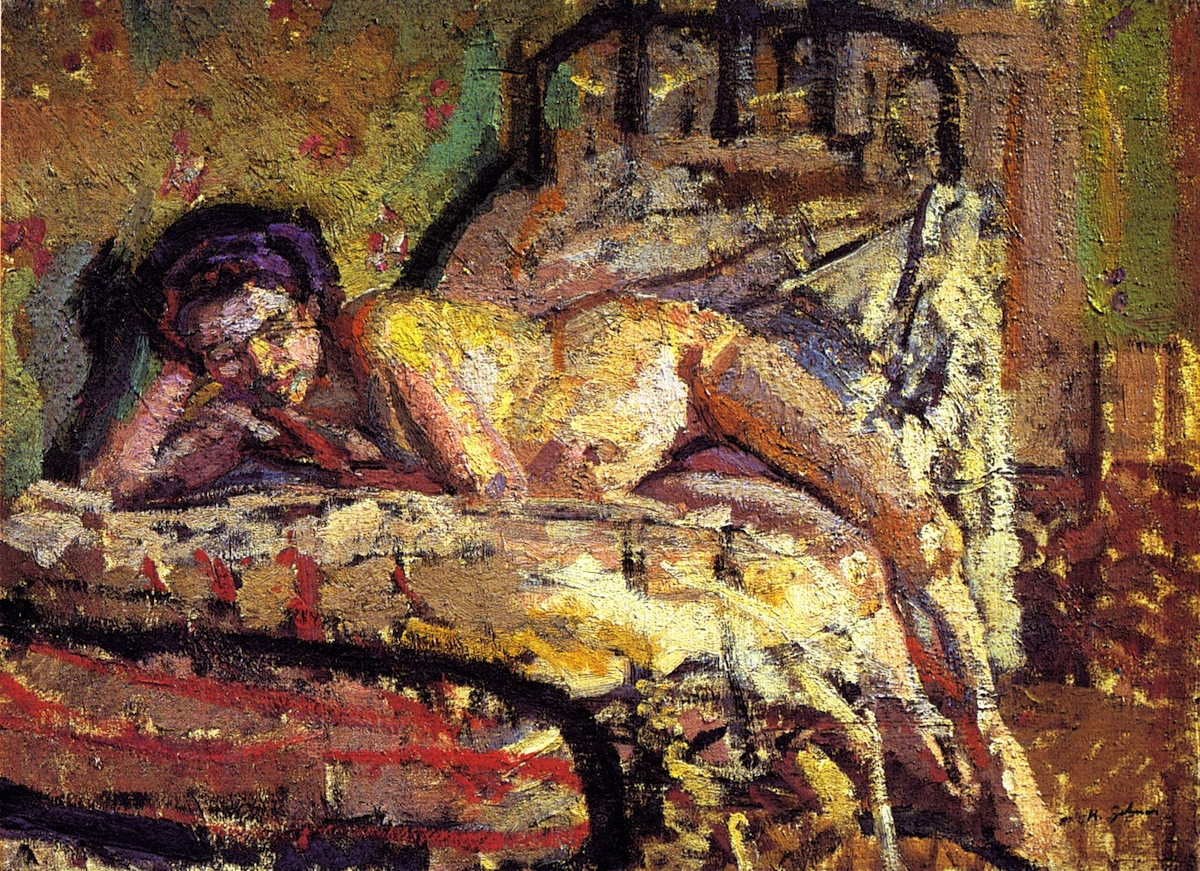
Reclining Nude (1911)
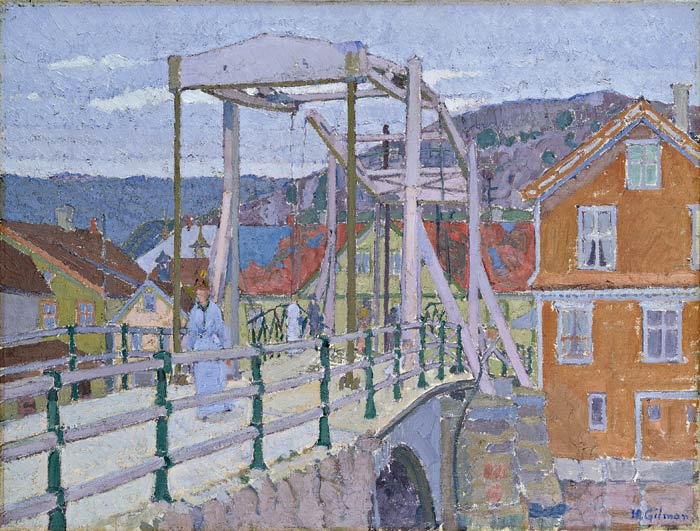
Canal Bridge, Flekkefjor(c.1913)
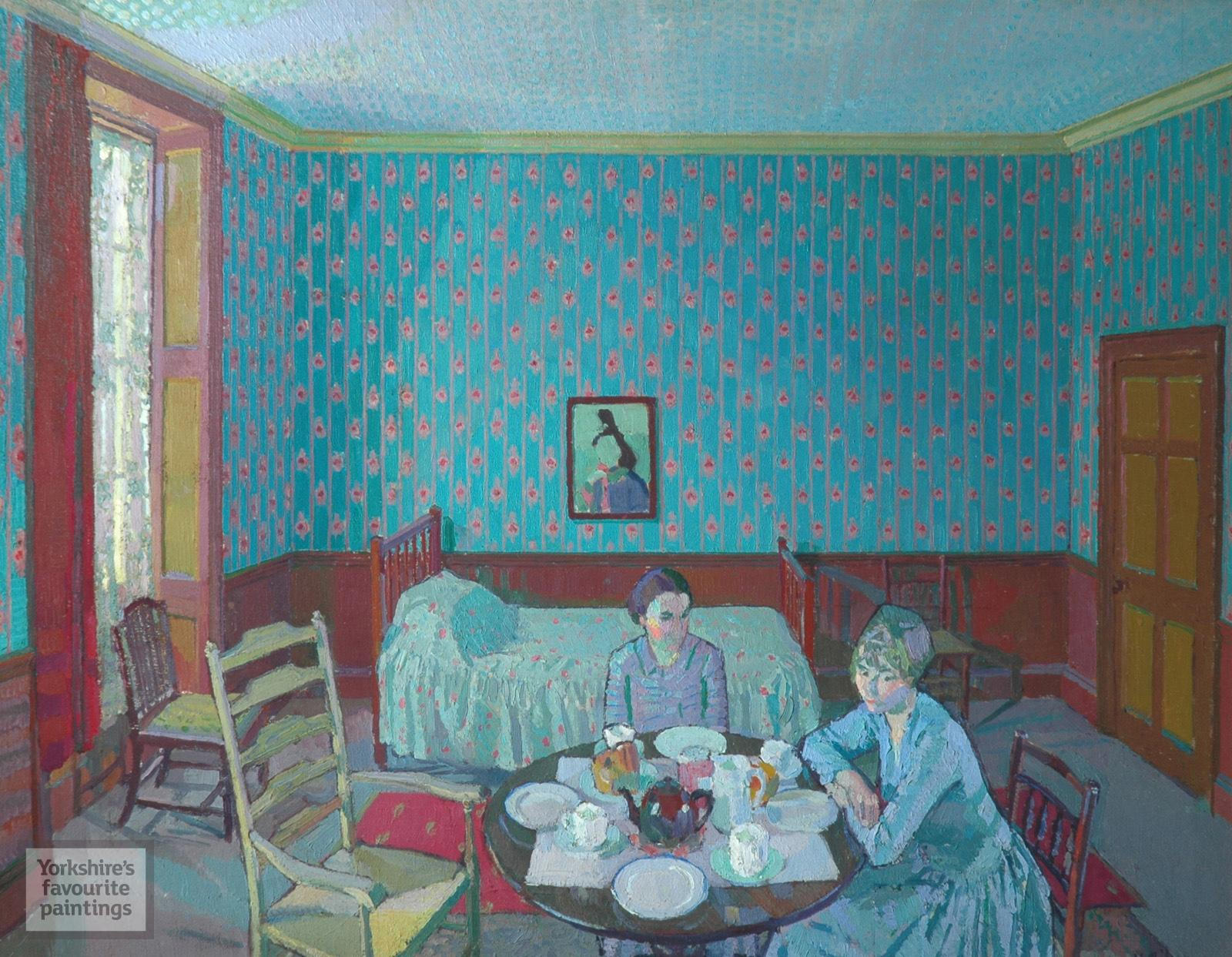
Tea in the Bedsitter (1916)